# Stylophora pistillata
Stylophora pistillata är en korallart som först beskrevs av Eugen Johann Christoph Esper 1797.  Stylophora pistillata ingår i släktet Stylophora och familjen Pocilloporidae. IUCN kategoriserar arten globalt som nära hotad. Inga underarter finns listade i Catalogue of Life.